# Tanahat (monastère)
Pour l’article homonyme, voir Tanahat.
Tanahat ou Thanahat (en arménien Թանահատ), Tanat (Թանատ), Tanativank ou Tanadevank (Թանատիվանք) est un monastère arménien situé dans le marz de Vayots Dzor en Arménie.
Remontant vraisemblablement au VIIIe siècle, le monastère est reconstruit au XIIIe siècle et est peut-être alors le siège de l'université de Gladzor. Fouillé en 1970, il est restauré en 1980. Ses principaux édifices sont l'église Sourp Stepannos (« Saint-Étienne ») et la chapelle Sourp Nshan (« Saint-Signe »).

## Situation géographique
Pour des articles plus généraux, voir Vayots Dzor et Syunik.
Tanahat est situé sur la pente méridionale du mont Teksar, à 7 km à l'est de Vernashen, dans le marz de Vayots Dzor, en Arménie. La ville la plus proche est Eghegnazor.
Historiquement, le monastère se dresse sur les terres du canton de Vayots Dzor dans la province de Siounie, une des quinze provinces de l'Arménie historique selon le géographe du VIIe siècle Anania de Shirak.

## Histoire
Pour un article plus général, voir Arménie zakaride.
Les origines de Tanahat ne sont pas connues, mais le monastère remonterait au moins à 735 selon l'historien arménien du XIIIe siècle Stépanos Orbélian ; le site est entièrement reconstruit au XIIIe siècle sous les princes Prochian.
En 1970, des fouilles mettent au jour plusieurs bâtiments au sud des structures subsistantes, et le site est restauré en 1980.
Par ailleurs, le site pourrait être le lieu de la fondation de l'université (hamalsaran) médiévale de Gladzor, et le 700e anniversaire de cet établissement disparu à la fin de la période mongole y est célébré en 1984. Un musée  consacré à Gladzor est également créé à 7 km de Tanahat. La localisation de Gladzor à Tanahat est cependant disputée, de telle sorte que l'emplacement exact de l'université reste inconnu.

## Bâtiments
Pour un article plus général, voir Architecture arménienne.
Ce monastère de basalte sombre se compose principalement de l'église principale Sourp Stepannos et de la chapelle Sourp Nshan.
L'église principale du site, Sourp Stepannos (« Saint-Étienne »), est érigée en 1273-1279 ; il s'agit d'une croix inscrite cloisonnée fermée presque carrée, à chambres orientales à deux étages, et surmontée d'un tambour cylindrique à l'intérieur, dodécagonal à l'extérieur et coiffé d'un cône en ombrelle. Si l'intérieur est faiblement décoré (contour de la porte et des fenêtres), il en va différemment de l'extérieur qui, à côté des paires de niches qui percent les façades septentrionale, orientale et méridionale, se distingue par son riche décor animalier : on retrouve sur la façade méridionale un faucon attaquant une colombe, ainsi que deux autres colombes s'abreuvant à une coupe au-dessus d'un cadran solaire ; quant au tambour, il est orné d'un lion attaquant un bœuf (emblème des Orbélian) et d'un aigle saisissant un bélier (emblème des Prochian), d'une tête de bœuf et d'une tête de lion, ainsi que de deux oiseaux.

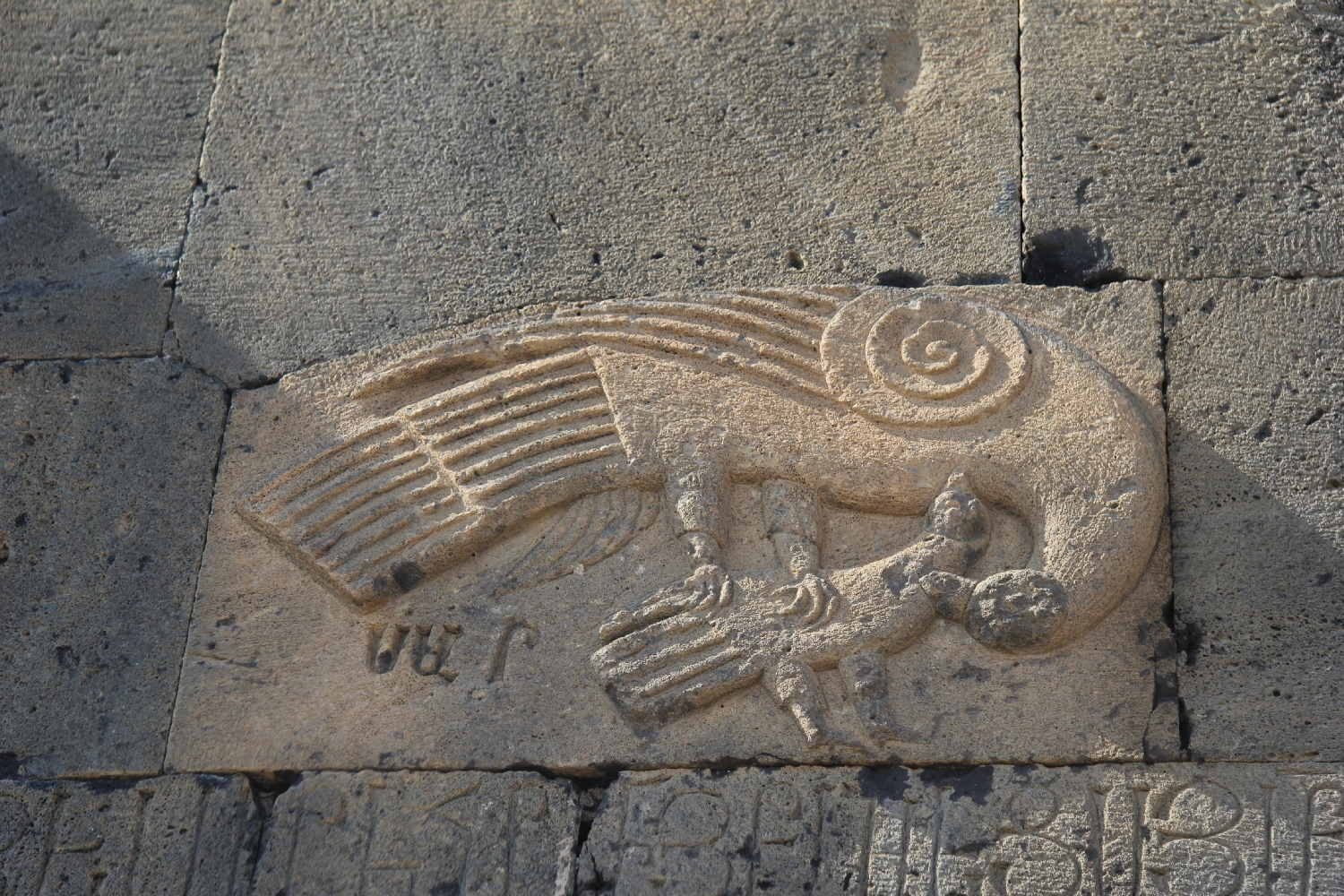
Faucon attaquant une colombe, façade méridionale de Sourp Stepannos.
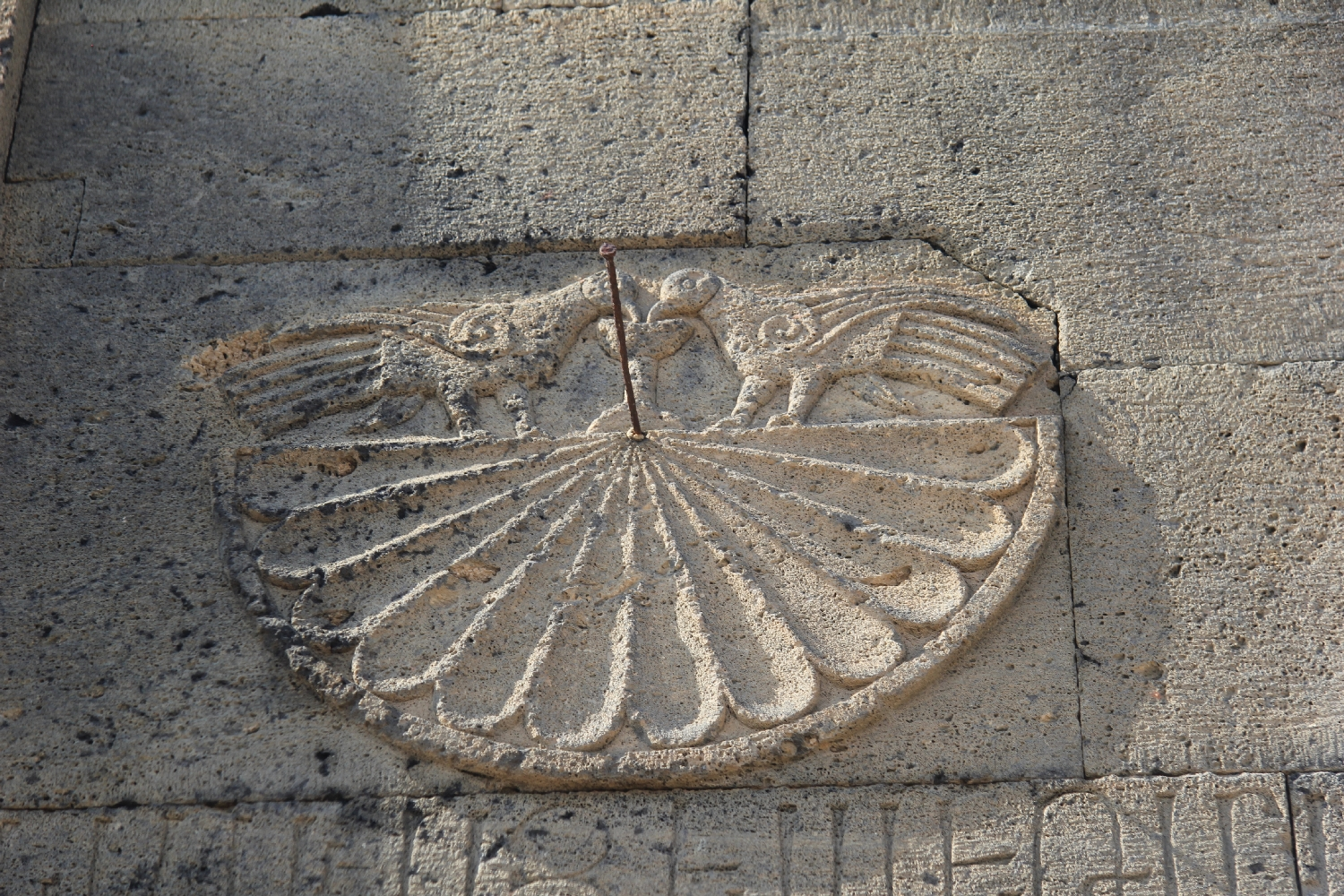
Cadran solaire, façade méridionale de Sourp Stepannos.
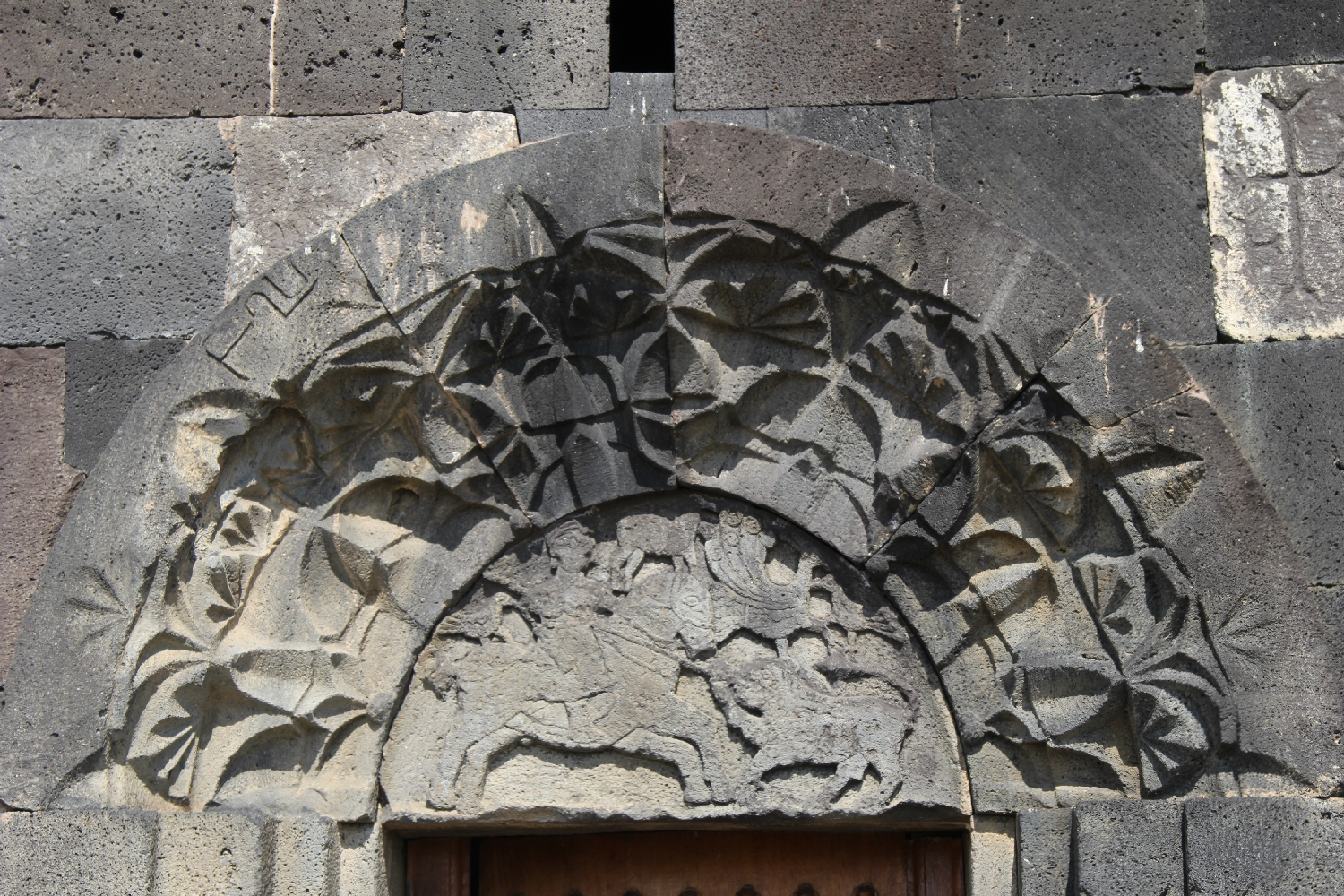
Tympan, façade occidentale de Sourp Nshan.

Directement adossé au nord de l'église, le bâtiment, qui est probablement la chapelle Sourp Nshan (« Saint-Signe », attestée en 1307, à moins qu'il ne s'agisse d'un oratoire érigé en 1335), est une mononef à voûte en berceau et à doubleau surmontée d'un toit en bâtière. Son entrée occidentale est encadrée d'un chambranle orné de stalactites et surmonté d'un tympan représentant un thème laïque, une scène de chasse idéalisée d'inspiration sassanide.
Les ruines dégagées en 1970 au sud de l'église comprennent une mononef et des bâtiments civils et religieux. Enfin, les abords de Tanahat comptent plusieurs khatchkars du XIIIe siècle.